# Galina Ermolaeva
Galina Vassilievna Ermolaeva (Галина Васильевна Ермолаева), nascida em 4 de fevereiro de 1937, na região de Toula  é uma corredora ciclista em pista soviética. Especialista da velocidade, tem sido seis vez campeã do mundo desta disciplina com 14 anos de intervalo. Tem terminado ao total de 14 postos no pódio dos campeonatos mundiais de velocidade (6 ouro, 5 prata, 3 bronze).
Pioneira do desporto feminino, como o foram de numerosas desportistas saídas da idosa União Soviética, num desporto onde o machismo não vacilava a se expressar de modo sistémico, a campeã soviética, apesar das suas numerosas medalhas, teria sem dúvida  um palmarés mais proporcionado se o ciclismo tivesse sido introduzido mais cedo nas provas femininas nos Jogos Olímpicos. O clube de ciclismo soviético (Troud), Galina Ermolaeva, que as fotos publicadas durante os campeonatos mundiais de 1964 na França, mostram-na loira, lançada e grande acumula um número superior de títulos de Campeã da URSS, dez, aos quais há lugar de acrescentar cinco títulos na prova da 500 m
Após ter cessado a competição, torna-se « juíza » para as competições de ciclismo da URSS.

## Palmarés

### Campeonatos mundiais de velocidade
- Paris 1958
  -  Medalha de ouro
- Rocourt 1959
  -  Medalha de ouro
- Leipzig 1960
  -  Medalha de ouro
- Douglas 1961
  -  Medalha de ouro
- Rocourt 1963
  -  Medalha de prata
- Paris 1964
  -  Medalha de prata
- San Sebastián 1965
  -  Medalha de ouro
- Amsterdã 1967
  -  Medalha de bronze
- Roma 1968
  -  Medalha de bronze
- Brno 1969
  -  Medalha de prata
- Leicester 1970
  -  Medalha de prata
- Varèse 1971
  -  Medalha de prata
- Marselha 1972
  -  Medalha de ouro
- San Sebastián 1973
  -  Medalha de bronze

### Campeonato de União Soviética em pista
- Velocidade individual  : 1956, 1957, 1958, 1960, 1961, 1962, 1963, 1970, 1972 e 1973
- 500 metros contrarrelógio  : 1956, 1957, 1958, 1960 e 1970

### Distinção
- Mestre dos desportos emérito da União Soviética